# Si sta facendo notte
Si sta facendo notte è un singolo del cantautore italiano Renato Zero, pubblicato nel 1999 come primo estratto dall'album dal vivo Amore dopo amore, tour dopo tour.

## Il disco
Si sta facendo notte è stata scritta da Renato Zero, Maurizio Fabrizio e Claudio Guidetti. Il singolo è stato pubblicato il 4 maggio 1999, insieme alla versione live del brano Emergenza noia, ed è rimasto per sei settimane consecutive nella top 20, fino al 10 giugno 1999.

## Tracce
1. Si sta facendo notte – 5:50
2. Emergenza noia (versione dal vivo) – 4:37